# Seguro de personas
El seguro de personas o seguro sobre las personas cubre los riesgos que puedan afectar a la existencia, integridad o salud de las personas. Para que el seguro quede cubierto debe formalizarse un contrato de seguro.
Dentro de la categoría de seguro de personas están el seguro sobre la vida o seguro de vida, el seguro contra accidentes o de accidentes, el seguro de daños, el seguro contra enfermedades o seguro de enfermedad y asistencia sanitaria o de gastos sanitarios, el seguro de decesos, el seguro de dependencia, el seguro de viajes así como cualquier otro que pudiera afectar a las personas.

## Seguro de vida
El seguro de vida cubre el riesgo de muerte natural o supervivencia y la incapacidad. El seguro de vida o seguro sobre la vida se considera un contrato de suma puro, es decir, que la suma asegurada se acuerda y fija entre las partes -el tomador y la empresa aseguradora- de forma libre y voluntaria.
Puede ser un seguro en caso de muerte -se recibe la cantidad asegurada en caso de muerte-, o en caso de vida -la aseguradora paga al asegurado el importe del seguro, siempre que viva al vencimiento de un determinado periodo de tiempo-.
También puede convenirse el pago de una renta periódica mientras viva el asegurado, a partir de una fecha establecida de antemano.
A diferencia del derecho de daños en el que se tiene en cuenta los daños y perjuicios sufridos. Esta es la diferencia más importante entre el seguro de daños, donde la indemnización para el asegurado se fija en relación con los daños realmente causados, y el de personas, donde la prestación del asegurador se estipula por las partes de antemano y al margen de los daños causados. 
El seguro de vida obliga al asegurador o empresa aseguradora a satisfacer al beneficiario un capital, una renta u otras prestaciones convenidas, en el caso de muerte o de supervivencia del asegurado. El seguro de vida puede contratarse sobre la vida propia o la de otra persona (un tercero) y puede ser también un seguro que cubra a una o varias personas.
Habitualmente en los seguros en caso de muerte, si en el contrato el tomador del seguro y el asegurado son distintas, es necesario el consentimiento del asegurado por escrito -según la legislación de cada país-, salvo que sea evidente su interés por la existencia de dicho seguro. Si se renuncia al seguro la entidad aseguradora cesará en la cobertura del riesgo por lo que el tomador tendrá derecho a la devolución de la prima que hubiera pagado.

### Seguro de vida asociado a hipoteca
Una modalidad específica del seguro de vida es cuando éste está asociado a la hipoteca (normalmente hipoteca inmobiliaria). Consiste en una póliza de seguro que cubre la deuda del préstamo hipotecario -que normalmente se suscribe en la compra de una vivienda- en caso de fallecimiento o incapacidad de la persona hipotecada. Puede no ser obligatorio pero los bancos suelen exigirlo para la concesión del préstamo.

## Seguro de accidentes
Seguro de accidentes; cuando el riesgo que se quiere prevenir es la posibilidad de sufrir un menoscabo físico personal como consecuencia de un accidente súbito e imprevisto.
Este seguro cubre la lesión corporal por causa de accidentes. A estos efectos la Ley de España define al accidente como aquella lesión corporal que deriva de una causa violenta, súbita, externa y ajena a la intencionalidad del asegurado, que produzca invalidez temporal o permanente o muerte.
Las pólizas configuran cuidadosamente el riesgo cubierto mediante un sistema de delimitaciones, principalmente causales.
Como el contrato de seguro de vida, se pueden designar beneficiarios por el contratante asegurado que percibirán la indemnización: capital asegurado, en el caso de muerte. De no existir beneficiarios, pasará el derecho a los herederos del muerto.
En el supuesto de invalidez permanente, el valor del daño indemnizable se determina con arreglo a una escala de porcentajes adecuada a las distintas manifestaciones o clases de incapacidad. En la incapacidad temporal se abona al asegurado una cantidad o dieta asegurada por el tiempo que dure la incapacidad.
La provocación voluntaria del siniestro por parte del asegurado libera al asegurador del cumplimiento de su obligación.
La póliza puede extenderse a la cobertura de los gastos sanitarios, siempre que se realice de acuerdo con las condiciones pactadas.
Esta modalidad del seguro de personas es la única del ramo en el que el Consorcio de Compensación de Seguros entra en relación con los riesgos extraordinarios.
Se puede asegurar también el riesgo de sufrir una invalidez, estableciendo el pago de una cantidad para el caso de la invalidez permanente absoluta o total y cantidades a determinar según un baremo o escala si la invalidez es parcial.

## Seguro de viajes
El seguro de viaje brinda coberturas integrales, médicas, legales y de equipaje a todo viajero que desee viajar al exterior. 
En este tipo de seguro, las aseguradoras brindan a través de sus centrales operativas atención al momento del evento, ofreciendo al viajero una protección real al momento de un accidente, enfermedad etc. 
El Seguro de viaje puede ser por un período corto, de largo plazo o bien anual multi-viajes para los viajeros frecuentes. Los mismos poseen coberturas con límites de montos sobre los cuales el viajero utiliza la prestación.

## Seguro de Enfermedad y Asistencia Sanitaria

### Seguro de enfermedad
Con el de enfermedad se prevé el cobro de la cantidad estipulada en el caso de que llegue a padecerse una enfermedad más los gastos de asistencia médica y farmacéutica. 
Este seguro protege al asegurado contra las consecuencias de un estado anormal del cuerpo o del espíritu, según dictamen médico.
La prestación del asegurador consiste en una cantidad monetaria por cada día de enfermedad, con un plazo de carencia y un límite máximo de indemnización. En algunos casos se limita al resarcimiento de los gastos de hospitalización o asistencia quirúrgica.

### Seguro de asistencia sanitaria
Es un seguro de prestación de servicios a través del cual el asegurador asume la prestación de servicios médicos, sin que el asegurado tenga, en principio, derecho a una suma dineraria. 